# Ефект Міхеєва — Смирнова — Вольфенштейна
Ефект Міхеєва — Смирнова — Вольфенштейна (ефект МСВ) — перехід нейтрино одного сорту (покоління) в інші в середовищі зі змінною густиною електронів. Ефект передбачили американський фізик-теоретик Лінкольн Вольфенштейн (стаття 1978 року) і радянські фізики Станіслав Міхеєв та Олексій Смирнов (1986 року).

## Опис
Ефект виникає внаслідок перетину енергетичних рівнів станів нейтрино різних поколінь. Під час руху нейтрино в середовищі, де наявні електрони, що слабко взаємодіють із ним, у нейтрино виникає ефективна маса, яка залежить від густини електронів і від покоління нейтрино. При повільній зміні густини електронів ефективні маси нейтрино різних поколінь змінюються по-різному і при певних значеннях густини можуть збігатися. Це призводить до резонансного підсилення нейтринних осциляцій.
Перехід народжених у ядрі  Сонця електронних нейтрино високих енергій (понад кілька МеВ) у мюонні і тау-лептонні внаслідок ефекту МСВ розв'язує проблему сонячних нейтрино.